# Tour Saint-Martin (sommet)
Pour les articles homonymes, voir Tour Saint-Martin.
La tour Saint-Martin, autrefois appelée la Quille du Diable, est l'un des sommets du massif des Diablerets. Située à la frontière des communes de Conthey et de Savièse, dans le canton du Valais, en Suisse, elle culmine à 2 907 mètres d'altitude. Dominant la vallée de Derborence, elle se dresse au bord du haut plateau glaciaire de Tsanfleuron.
Au pied de la tour Saint-Martin se niche le refuge « l'Espace ». On y accède en traversant le glacier de Tsanfleuron depuis l'arrivée du téléphérique du Scex Rouge.

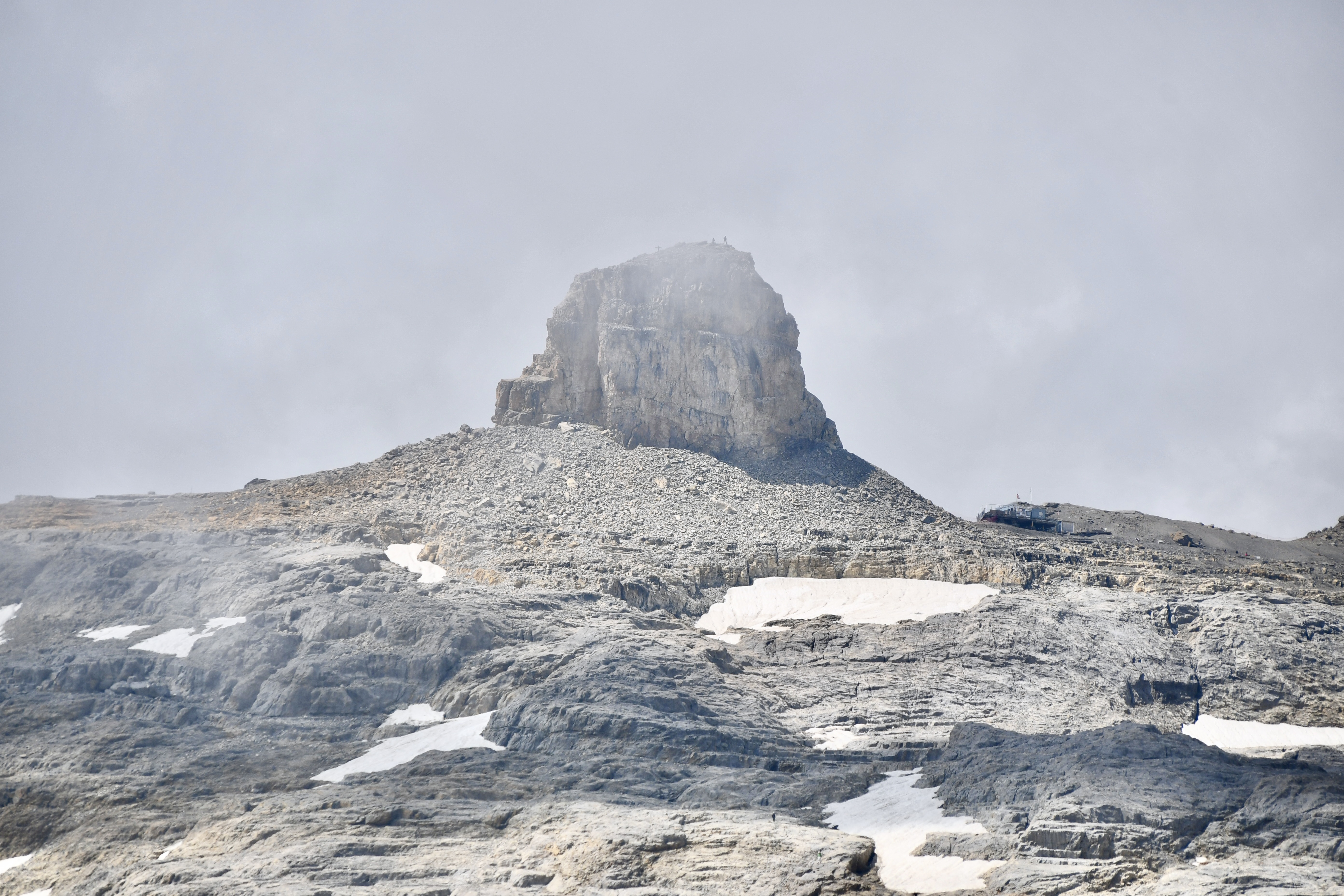
La Tour Saint-Martin vue depuis le nord-est.
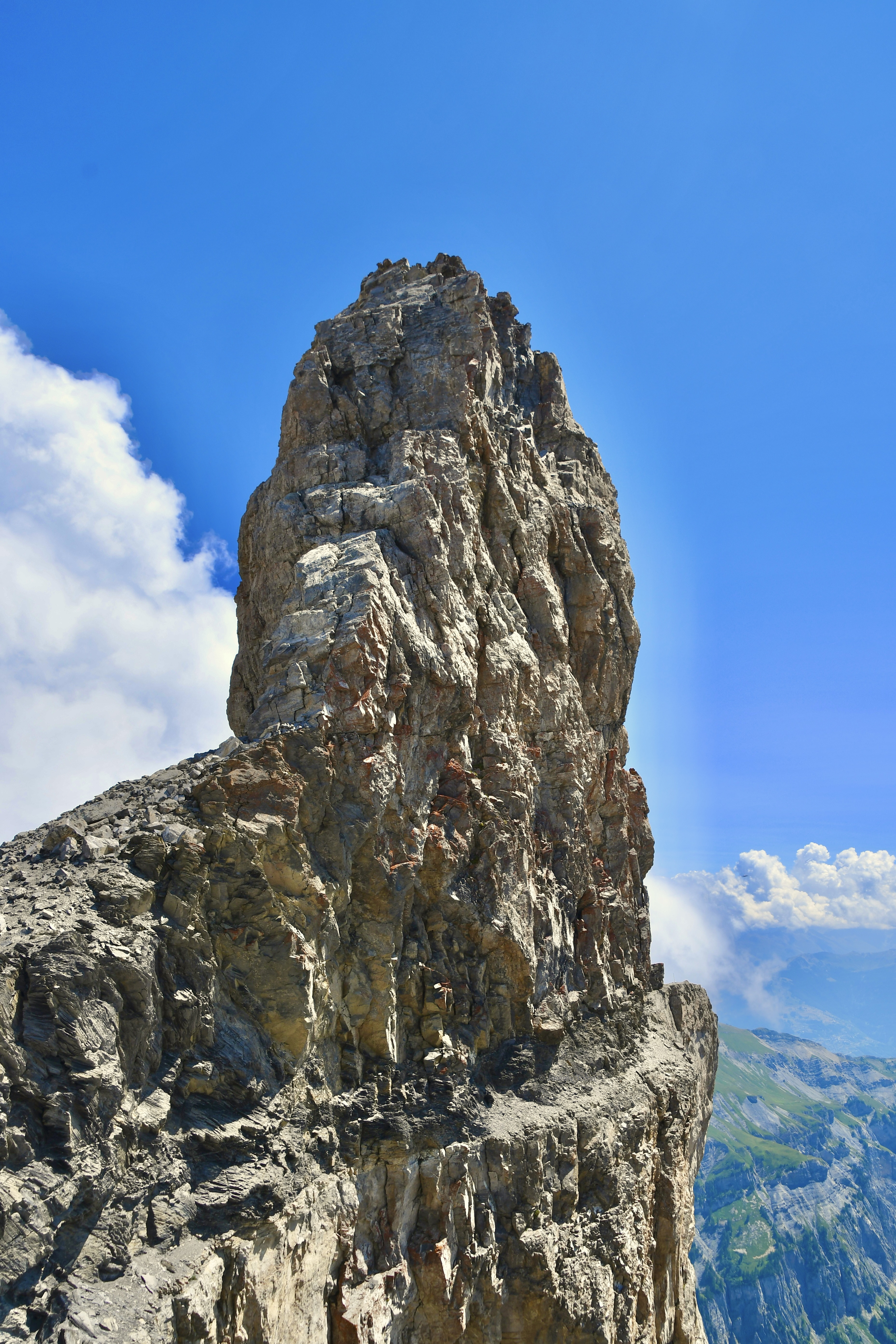
La Tour Saint-Martin vue depuis le sud-ouest.
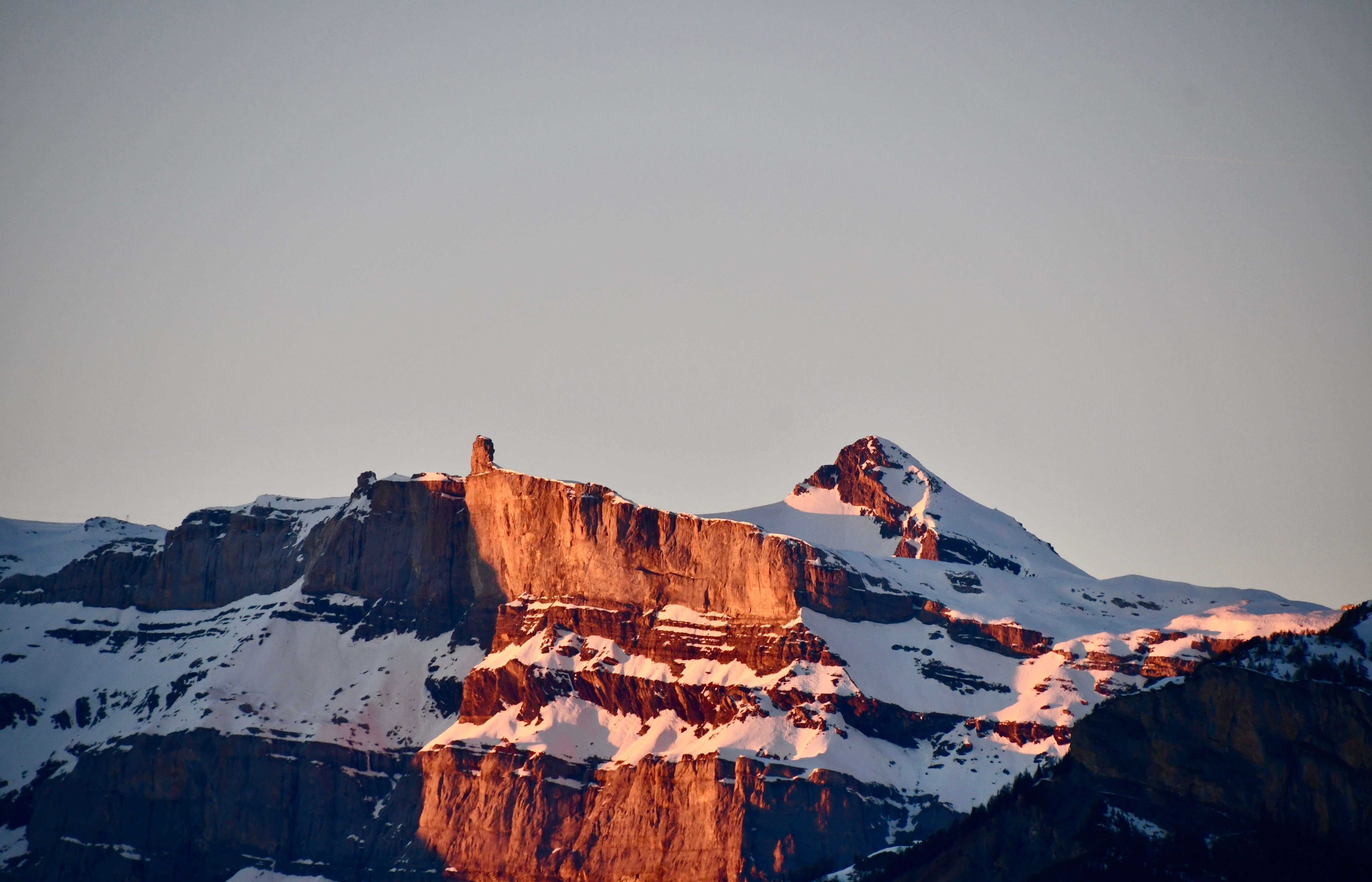
La tour Saint-Martin et l'Oldehore vus depuis Nendaz.

## Légende
Selon la légende, les démons s'amusent à projeter des pierres contre la Quille du Diable, provoquant ainsi des éboulements qui résonnent jusque dans la vallée de Derborence,.